# Luigi Spagnol
Luigi Spagnol (Milano, 21 marzo 1961 – Milano, 14 giugno 2020) è stato un editore e traduttore italiano.

## Biografia
Figlio di Mario e Elena Vaccari, entrò ancora giovane nel mondo dell'editoria e della letteratura traducendo opere di autori quali Robert Coover, Arthur Bloch, P. G. Wodehouse, A. A. Milne, Jean Giono per le case editrici del Gruppo editoriale Mauri Spagnol. Divenutone, dopo la morte del padre, vicepresidente, assunse la presidenza e la guida editoriale di marchi quali Salani, Vallardi e Ponte alle Grazie, oltre a quella di importanti marchi di editoria per l'infanzia. La sua multiforme attività è punteggiata da successi editoriali tra cui si ricordano le serie di Harry Potter e della Legge di Murphy, la Storia di una gabbianella e del gatto che le insegnò a volare, i libri di Giobbe Covatta e quelli di Benedetta Parodi.
Morì nel 2020, due mesi prima della madre.